# 1989 en Suisse
Chronologie de la Suisse
- 1985
- 1986
- 1987
- 1988
- 1989
- 1990
- 1991
- 1992
- 1993

## Gouvernement au1erjanvier 1989
- Conseil fédéral[1]:
  - Jean-Pascal Delamuraz PRD, président de la Confédération
  - Arnold Koller PDC, vice-président de la Confédération
  - Otto Stich PSS
  - Elisabeth Kopp PRD
  - Adolf Ogi UDC
  - Flavio Cotti PDC
  - René Felber PSS,

## Évènements

### Janvier
Lundi 2 janvier
Naissance de Mauryce
 Jeudi 5 janvier 
- Décès à Bâle de l’industriel Hans Schlumpf, qui possédait avec son frère une collection de 500 Bugatti.

 Jeudi 12 janvier 
- Démission de la conseillère fédérale Elisabeth Kopp (PRD), à la suite d'un soupçon de violation du secret de fonction.

### Février
Mercredi 1er février 
- Élection au Conseil fédéral de Kaspar Villiger, en remplacement d’Elisabeth Kopp.

Mardi 8 février 1989
- Décès à Pratteln (BL), à l’âge de 93 ans, de la mécène Maja Sacher.

 Jeudi 23 février 
- Un avion d’une compagnie autrichienne s'abîme dans le lac de Constance alors qu'il tente d'atterrir sur l'aérodrome d'Altenrhein. Le pilote et les dix passagers sont tués.

 Vendredi 24 février 
- Le pirate de l’air libanais Hussein Hariri est condamné à la réclusion à vie par le Tribunal fédéral pour avoir détourné un appareil d'Air Afrique sur Genève et assassiné l’un des otages en 1987[2].

### Mars
Dimanche 5 mars 
- Élections cantonales en Valais. Bernard Bornet, Raymond Deferr et Richard Gertschen, tous membres du (PDC) sont élus au Conseil d’État lors du 1er tour de scrutin.

 Lundi 6 mars 
- Le Conseil fédéral suspend avec effet immédiat le procureur général de la Confédération Rudolf Gerber, soupçonné d'erreurs équivalant à un manquement à la discipline, notamment dans le cadre de l'affaire Elisabeth Kopp.

 Samedi 11 mars 
- Pour la septième fois de son histoire, le CP Berne devient champion de Suisse de hockey-sur-glace.

 Dimanche 12 mars 
- Élections cantonales en Valais. Hans Wyer (PDC) et Bernard Comby (PRD) sont élus au Conseil d’État lors du 2e tour de scrutin.

Mardi 14 mars 1989
- Décès à Zizers (GR), à l’âge de 96 ans, de l’impératrice Zita de Bourbon-Parme.

 Mercredi 22 mars 
- Le Conseil fédéral décide d'interdire les bombes aérosols contenant des chlorofluorocarbures (CFC), soupçonnées de contribuer à la formation d’un trou dans la couche d’ozone.

### Avril
Dimanche 9 avril 
- Élections cantonales à Neuchâtel. Pierre Dubois (PSS), Francis Matthey (PSS) et Jean Cavadini (PLS) sont élus au Conseil d’État lors du 1er tour de scrutin.

 Mercredi 19 avril 
- L’agence de presse Novosti est autorisée à rouvrir son bureau de Berne, fermé en 1983, lorsque son directeur fut accusé d’activités subversives.

Samedi 22 avril 1989
- Cinq mille militants antinucléaires manifestent à Berne contre le redémarrage du réacteur Superphénix  à Creys-Malville.

 Dimanche 23 avril 
- Élections cantonales à Neuchâtel. Michel von Wyss (sans parti) et Jean-Claude Jaggi (PLS) sont élus au Conseil d’État lors du 2e tour de scrutin.

 Vendredi 28 avril 
- Le parti républicain suisse, rendu célèbre par son chef de file James Schwarzenbach annonce sa dissolution.

 Dimanche 30 avril 
- Élections cantonales à Soleure. Max Egger (PDC), Fritz Schneider (PRD), Cornelia Füeg (PRD), Rolf Ritschard (PSS) et Alfred Rötheli (PDC) sont élus au Conseil d’État lors du 1er tour de scrutin.

### Mai
Samedi 6 mai 
- Le trente-quatrième Concours Eurovision de la chanson se déroule au Palais de Beaulieu, à Lausanne. Il est remporté par la Yougoslavie.

 Jeudi 11 mai 
- Edipresse inaugure son centre d'impression de Bussigny, dont la construction a coûté 140 millions de francs.

### Juin
Dimanche 4 juin 
- Votations fédérales. Le peuple rejette, par 773 718 non (51,1 %) contre 741 747 oui (48,9 %), l'initiative populaire « pour une protection des exploitations paysannes et contre les fabriques d'animaux » (dite initiative des petits paysans).

 Samedi 10 juin 
- Le canton de Genève célèbre officiellement le 175e anniversaire de son entrée dans la Confédération.
- Le FC Lucerne s’adjuge, pour la première fois de son histoire, le titre de champion de Suisse de football.

 Mercredi 21 juin 
- Le Suisse Beat Breu remporte le Tour de Suisse cycliste

### Juillet
Samedi 22 juillet 
- L'industriel saint-gallois Karl Zuend, enlevé quatre jours plus tôt à son domicile, parvient à échapper à ses ravisseurs en se libérant de ses liens.

 Dimanche 23 juillet 
- Décès du reporter sportif Squibbs.

### Août
Jeudi 10 août 
- La Sentinelle des Rangiers est jetée à bas de son socle et le célèbre Fritz est délesté de sa baïonnette.

### Septembre
Vendredi 1er septembre 
- Cérémonie officielle de la commémoration de la mobilisation de 1939 au Grütli en présence du président de la Confédération Jean-Pascal Delamuraz et des conseillers fédéraux Arnold Koller et Kaspar Villiger.

 Lundi 4 septembre 
- Décès de l’écrivain belge Georges Simenon à Épalinges, où il était établi.

 Mercredi 13 septembre 
- Benedikt Weibel est nommé directeur général des CFF pour succéder à Werner Latscha, qui prend sa retraite.

 Vendredi 15 septembre 
- François Mitterrand, président de la République française, inaugure à Martigny une exposition sur la Révolution française et la presse de l'époque.

### Octobre
Lundi 2 octobre 1989
- XXXIIes Rencontres internationales de Genève consacrées aux usages de la liberté.

 Lundi 23 octobre 
- Ouverture d’un tronçon de 16 km sur l’autoroute A9, entre Ballaigues et Chavornay.

 Mardi 24 octobre 
- Visite officielle du roi Baudouin Ier de Belgique et de la reine Fabiola.

 Mardi 31 octobre 
- Décès du compositeur Conrad Beck.

### Novembre
Dimanche 12 novembre 
- Élections cantonales à Genève. Dominique Föllmi (PDC), Guy-Olivier Segond (PRD), Jean-Philippe Maître (PDC), Claude Haegi (PLS), Olivier Vodoz (PLS), Christian Grobet (PSS) et Bernard Ziegler (PSS) sont élus au Conseil d’État lors du 1er tour de scrutin
- Le district bernois de Laufon se prononce en faveur du rattachement au demi-canton de Bâle-Campagne.

 Lundi 13 novembre 
- Inauguration au CERN du LEP, le plus grand accélérateur de particules du monde.

Samedi 25 novembre 1989
- Décès à Vevey, à l’âge de 76 ans, de la conseillère nationale Gertrude Montet Girard, très active dans la lutte en faveur du suffrage féminin.

 Dimanche 26 novembre 
- Votations fédérales. Le peuple rejette, par 1 904 476 non (64,4 %) contre 1 052 442 oui (35,6 %), l'initiative populaire « pour une Suisse sans arme et pour une politique globale de paix ».
- Votations fédérales. Le peuple rejette, par 1 836 521 non (62,0 %) contre 1 126 458 oui (38,0 %), l'initiative populaire « Pro vitesse 130/100 ».
- Yvette Jaggi (PSS) est élue syndique de Lausanne et devient la première femme à exercer cette fonction.

### Décembre
Vendredi 15 décembre 
- À l'occasion du 25e anniversaire de la coopération transfrontalière entre les régions d'Alsace, du Bade-Wurtemberg et de Bâle, François Mitterrand, président de République française, Helmut Kohl, chancelier de la République fédérale d'Allemagne, Jean-Pascal Delamuraz, président de la Confédération suisse, se réunissent à Bâle.